# Paul Denyer
Paul Denyer (ur. 14 kwietnia 1972 w Sydney) – australijski seryjny morderca, nazywany Frankston Serial Killer. Od czerwca do lipca 1993 roku zamordował 3 kobiety w Melbourne, w dzielnicy Frankston.

## Życiorys
Rodzice Denyera przybyli do Australii z Anglii w 1965 roku. Denyer miał pięcioro rodzeństwa – 4 braci i siostrę. Już jako dziecko miał poważne problemy z nadwagą, przez co miał kłopoty z dostosowaniem się do rówieśników. Jego pierwsze problemy z prawem rozpoczęły się, gdy miał 13 lat – ukradł samochód (skończyło się wtedy na pouczeniu), a dwa lata później zmusił młodszego chłopca do masturbacji na oczach innych dzieci. Dodatkowo kilkakrotnie został przyłapany na znęcaniu się nad zwierzętami. W 1992 roku kilkakrotnie stracił pracę, głównie przez swoje lenistwo.

## Zbrodnie
Pierwszego zabójstwa Denyer dokonał w nocy 12 czerwca 1993 roku. Brutalnie zgwałcił i zamordował studentkę Elizabeth Stevens. Denyer pociął nożem jej twarz i korpus. Była to jedyna z trzech ofiar, którą Denyer zgwałcił. Na początku lipca usiłował zabić kolejną dziewczynę. Ta jednak cudem wyrwała się oprawcy. Jeszcze tej samej nocy Denyer zamordował kolejną kobietę Debbie Fream. Ostatnia ofiara – Natalie Russell zginęła 30 lipca tego samego roku.
| Lp. | Ofiara            | Wiek | Data            |
| --- | ----------------- | ---- | --------------- |
| 1.  | Elizabeth Stevens | 18   | 12 czerwca 1993 |
| 2.  | Debbie Fream      | 22   | 8 lipca 1993    |
| 3.  | Natalie Russell   | 17   | 30 lipca 1993   |

## Zatrzymanie
Przy zwłokach Natalie Russell znaleziono kawałek skóry, najprawdopodobniej pochodził on z palca mordercy. Wszystko wskazywało na to, że morderca skaleczył się podczas napaści i nie zauważył, że na ciele ofiary pozostawił jakiekolwiek ślady. Co więcej świadkowie widzieli w pobliżu miejsca znalezienia jej zwłok samochód marki Toyota w charakterystycznym żółtym kolorze. Jedynym posiadaczem takiego auta w okolicy był Denyer. Gdy policja odwiedziła go w domu, okazało się, że ma mocno pokaleczone dłonie. Wynik badania DNA okazał się pozytywny, Denyer natychmiast przyznał się do wszystkich trzech morderstw.

## Proces
Biegli psychologowie stwierdzili, że Denyer wprost emanuje nienawiścią do kobiet i nie ma jakichkolwiek wyrzutów sumienia w związku z popełnionymi zbrodniami. 20 grudnia 1993 roku zapadł wyrok – potrójne dożywocie bez możliwości ubiegania się o przedterminowe zwolnienie. Paul Denyer odwoływał się od wyroku. 29 lipca 1994 roku sąd przyznał 30-letni okres, podczas którego Paul nie może ubiegać się o przedterminowe zwolnienie.